# Zgornja čeljustnica
Zgornja čeljustnica (latinsko maxilla) je parna lobanjska kost obraznega dela, ki ima telo (corpus maxillae) in štiri odrastke (processus maxillae). Zgornji čeljustnici obkrožata hruškasto odprtino (piriformna apertura, apertura piriformis), vhod v koščeno nosno votlino (cavitas nasi, cavum nasi).
Telo zgornje čeljustnice ima obliko tristranične piramide in ima štiri mejne ploskve. Njihova površina je ravna in navpična ter gleda proti očesni votlini. V tej ploskvi je velika odprtina v zgornječeljustnično votlino (maksilarni sinus, sinus maxillae). Zgornječeljustnična votlina izpolnjuje vso notranjost telesa. Očesna površina sestavlja dno očesne votline. Lična površina je sprednja površina. Zadnja ploskev ima izboklino (maksilarni tuber, tuber maxillae).
Iz telesa izhajajo štirje odrastki, ki vežejo zgornjo čeljustnico na sosednje kosti in prenašajo nanje pritiske zgornjih zob. Spodaj je zobni odrastek (alveolarni procesus maksile, processus alveolaris maxillae), z zobnicami, v katere so vsajeni zgornji zobje. Zgoraj je čelni odrastek (frontalni procesus maksile, processus frontalis maxillae), ki sega do čelnice. Stranski del, imenovan lični odrastek (zigomatični procesus maksile, processus zygomaticus maxillae) se stika z ličnico. Nebni odrastek (processus palatinus maxillae) sestavlja večji del trdega neba in dna nosne votline.